# Mibu-dera

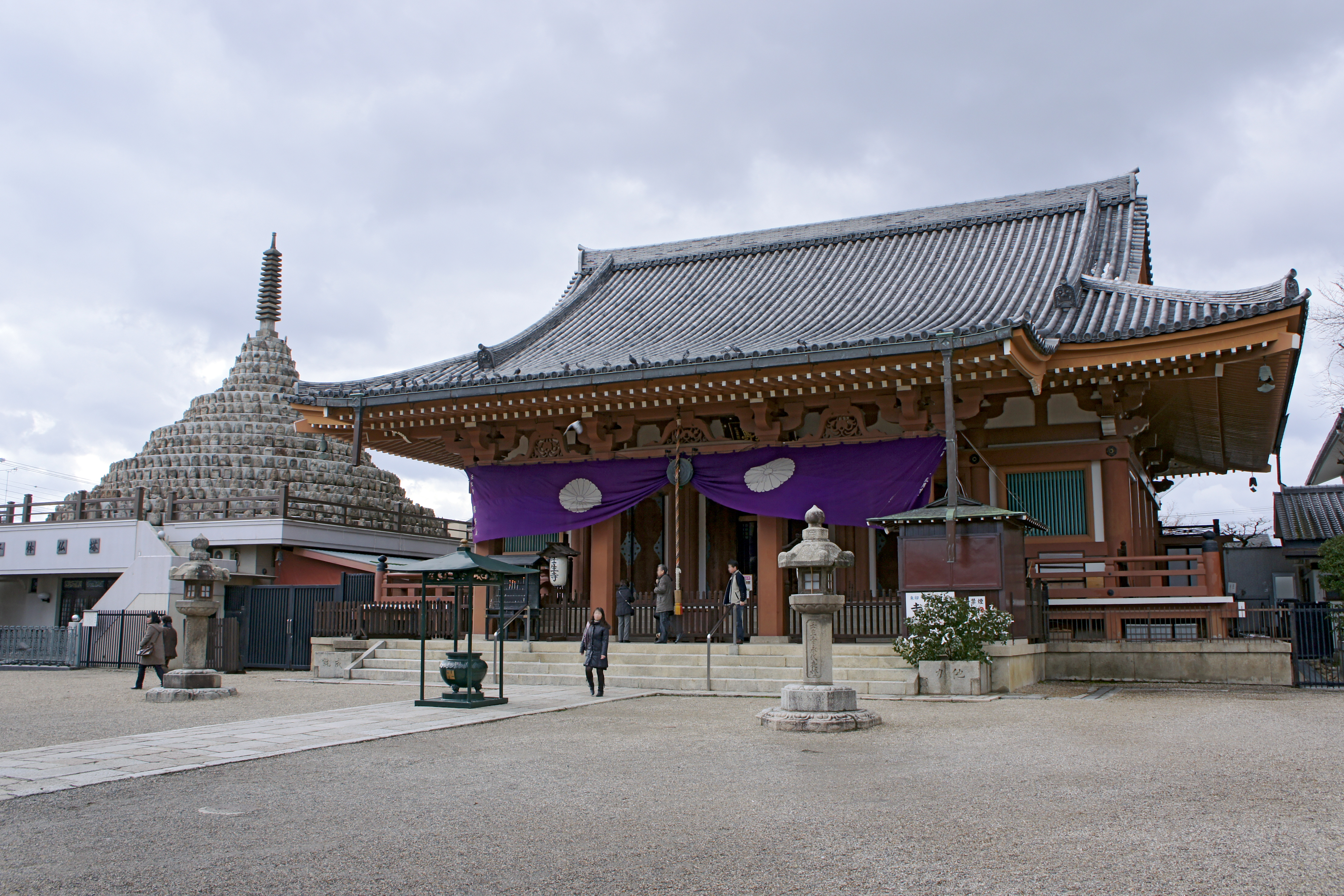
Hondo du temple.

Le Mibu-dera (壬生寺) est un temple bouddhiste situé à Kyoto au Japon. Le temple a été fondé en 991 par le moine Kaiken. Des représentations de mibu-kyōgen sont données au temple plusieurs fois par an.